# Culevcea, Cetatea Albă
Culevcea (în ucraineană și bulgară, Кулевча) este localitatea de reședință a comuna Culevcea din raionul Cetatea Albă, regiunea Odesa, Ucraina.

## Demografie
Componența lingvistică a localității Culevcea
     Bulgară (89,14%)
     Rusă (5,51%)
     Ucraineană (4,69%)
     Alte limbi (0,52%)
Conform recensământului din 2001, majoritatea populației localității Culevcea era vorbitoare de bulgară (89,14%), existând în minoritate și vorbitori de rusă (5,51%) și ucraineană (4,69%).